# San Felipe Ayutla
San Felipe Ayutla es una localidad mexicana, ubicada en el municipio de Izúcar de Matamoros, en el estado de Puebla.

## Geografía
Se encuentra a una altitud de 1197 m s. n. m., aproximadamente a 77.5 km de la capital estatal, la ciudad de Puebla.

## Demografía

### Población
Conforme al Censo de Población y Vivienda 2010 realizado por el Instituto Nacional de Estadística y Geografía (INEGI) con fecha censal del 12 de junio de 2010, Ayutla contaba hasta ese año con un total de 3 162 habitantes, de dicha cifra, 1 462 eran hombres y 1 700 eran mujeres.
| Gráfica de evolución demográfica de Ayutla entre 1900 y 2010                                                 |
| |
| Instituto Nacional de Estadística y Geografía. «Archivo histórico de localidades». Consultado el 22-09-2017. |